# Светоматијски језици
Светоматијски језици су једна од грана океанских језика, која укључује 2 језика. Овим језицима говоре становници Острва Светог Матије у Папуа Новој Гвинеји.

## Класификација
Светоматијска грана се састоји од следећих језика:
- мусајско-емирајски језик (на острвима Мусау и Емирау);
- тенчијски језик (на острву Тенч).